# Merkosurci
Merkosurci je tvrtka iz Čilea koja se bavi vanjskom trgovinom, uvozom i izvozom. Formirali su je čileanski državljani hrvatskoga podrijetla, a nastala je uz potporu Čileansko-hrvatske gospodarske komore. Tvrtka je osnovana radi promoviranja bilateralne trgovinske veze među zemljama Južne Amerike, odnosno Čilea, Perua, Bolivije, Argentine i Ekvadora s Hrvatskom (vidi gospodarska diplomacija).
Glavni direktor je Ozren Agnic Krstulovic, predsjednik Udruge sveučilišnih stručnjaka hrvatskoga podrijetla, a predsjednik tvrtke je Waldo Violic, tajnik Udruge sveučilišnih stručnjaka hrvatskoga podrijetla.